# Schrankia crambiformis
Schrankia crambiformis là một loài bướm đêm trong họ Erebidae.